# Osmolariteit
Osmolariteit is de concentratie van osmotisch actieve stoffen in een oplossing, uitgedrukt in osmol (of milliosmol) per liter.
Het begrip osmolariteit verschilt van het begrip osmolaliteit daar deze laatste wordt bepaald per kg vrij water en niet per liter oplossing.
Wanneer twee oplossingen dezelfde osmotische waarde hebben, dan worden deze oplossingen isotoon genoemd. Verschillen de oplossingen in osmolariteit, dan heet deze met de hoogste osmotische waarde hypertoon en die met de laagste hypotoon.